# 圣文生主教座堂 (突尼斯)
圣文生主教座堂（Cathedral of St Vincent de Paul）是天主教突尼斯总教区的主教座堂，供奉文生·德·保禄。它坐落在突尼斯市新城的哈比卜·布尔吉巴大道和法兰西大道交汇处的独立广场（Place de l'Indépendence），法国大使馆对面。
该堂为多种风格的混合，包括摩尔复兴、哥特复兴，和新拜占庭式。教堂于1893年开始施工，1897年圣诞节揭幕。
查尔斯·拉维里枢机在1881年11月7日为教堂奠基，靠近海洋大道（现在的哈比卜·布尔吉巴大道）。当时它是天主教突尼斯总教区（当时叫迦太基教区）的临时主教座堂，主教座堂是迦太基的圣路易主教座堂。
突尼斯脱离法国独立以后，突尼斯天主教徒的数量迅速下降。突尼斯共和国和梵蒂冈之间在1964年达成妥协，一些建筑物交给突尼斯政府，作为公共建筑使用，包括迦太基的圣路易主教座堂。而圣文生主教座堂仍旧由突尼斯天主教管理。